# Visingsö
Visingsö ist mit 25 km² die größte Insel im schwedischen See Vättern. Sie liegt in dessen südlichem Teil etwa 30 Kilometer nördlich von Jönköping und sechs Kilometer westlich von Gränna. Visingsö ist 14 km lang und an der breitesten Stelle 3,0 km breit.
Im Jahr 2011 hatte die Insel 736 Einwohner.
Visingsö kann von Gränna aus mit der Fähre in etwa 25 Minuten erreicht werden. Drei Fährschiffe verkehren zwischen 5 Uhr morgens und etwa 1 Uhr nachts; tagsüber – vor allem in der Hauptsaison – besteht zwischen 10 und 17 Uhr ein annähernder 30-Minuten-Takt.
Die Insel ist bekannt für ihre Remmalagsvagnar (eine Art Kutsche), für ihre vorgeschichtlichen Fundstätten (Gräberfeld Sandudden mit Waffengräbern – schwedisch Vapengravar) und für zwei Burgen, die eine bedeutende Rolle in der schwedischen Geschichte gespielt haben. In der Kirche von Kumlaby finden sich die Runensteine Sm 124 und 125. Auf der Insel gibt es große Steinkisten.
Zwischen dem 12. und 13. Jahrhundert war Visingsö das Zentrum der königlichen Machthaber. Aufgrund der gut zu verteidigenden Lage der Insel entstand am südlichen Ende eine Burg, Näs slott, die unter anderem Magnus Ladulås als Wohnort diente. Im 17. Jahrhundert errichtete das Grafengeschlecht der Brahe mit dem Schloss Visingsborg ihr Machtzentrum am östlichen Ufer der Insel. Von beiden Gebäuden gibt es heute nur noch Ruinen.
Laut einer Legende wurde die Insel vom Riesen Vist geschaffen. Dieser soll einen Grasbüschel in den See geworfen haben, damit seine Frau etwas zum Draufsteigen hatte, wenn sie den See überquerte.

## Die Brahe-Kirche
Gleichzeitig mit dem Schloss entstanden im 11. Jahrhundert zwei Kirchenbauten, von denen einer (die sog. Ströja-Kirche) in den Bau der heutigen Kirche einging und den unteren Teil des Turms bildet. Die drei Kirchenschiffe und das Gewölbe der Kirche entstanden im 14. Jahrhundert. Diese Kirche wurde in den 1630er Jahren unter Graf Magnus Brahe († 1633) und Per Brahe d. J. zur Familienkirche und Grablege umgebaut und 1636 geweiht. Per Brahe wurde entgegen seinem Willen nicht hier bestattet, wohl aber seine Gattin und seine Kinder. Hier ruht auch seine Tante Margareta Sparre. Neben ihrem Sarg befindet sich ein Holzschrein mit dem Kopf ihres Gatten Johann Sparre, dem Statthalter von Kalmar, der 1599 dort enthauptet wurde. Seitdem führte Margareta den Kopf ihres Gatten stets mit sich.
Der Kirchenraum ist prachtvoll ausgeschmückt, die dominierende Farbe ist blau. Auf dem Altar befindet sich ein Kruzifix aus Elfenbein. Viele Einrichtungsgegenstände stammen aus Deutschland und sind vermutlich Kriegsbeute aus dem Dreißigjährigen Krieg. Die ältere Bemalung des Deckengewölbes mit seinen 13 Kreuzbögen aus dem 14. Jahrhundert wurde 1930 freigelegt. Ein Kronleuchter besteht aus dem Stoßzahn eines Narwals. In der Sakristei wird ein Reliquienschrein aus dem 12. Jahrhundert mit Emailfiguraen aus Limoges sowie reicher Brautschmuck verwahrt.